# Đông Bảo
Đông Bảo (chữ Hán giản thể: 东宝区) là một quận thuộc địa cấp thị Kinh Môn, tỉnh Hồ Bắc, Cộng hòa Nhân dân Trung Hoa. Quận này có diện tích 1623 ki-lô-mét vuông, dân số năm 2004 là 360.000 người. Về mặt hành chính, quận này được chia thành 4 nhai đạo biện sự xứ, 8 trấn và 3 hương.
- Nhai đạo: Thư Viện, Xa Trạm, Tân Hoa, Quảng Trường.
- Trấn: Tây Hà, Dương Điếm, Đẩu Cương, Tiêu Cảng, Mao Trần, Tam Xá, Chúc Trạm, Tân Phố.
- Hương: Bằng Hưng, Ngọa Long, Mẫn Tập.